# Pantionsaari (ö i Norra Savolax, Kuopio, lat 62,94, long 27,85)
Pantionsaari är en halvö i Finland. Den ligger i sjön Juurusvesi och Akonvesi och i kommunen Kuopio i den ekonomiska regionen  Kuopio ekonomiska region  och landskapet Norra Savolax, i den centrala delen av landet, 300 km nordost om huvudstaden Helsingfors.